# Orchiectomia
L'orchiectomia è l'intervento chirurgico di asportazione di uno o entrambi i testicoli. Insieme al testicolo, vengono asportati anche l'epididimo e il tratto prossimale del funicolo spermatico.

## Indicazioni
Viene eseguito in caso di tumori maligni, di infarto testicolare conseguente a una torsione,di ascesso testicolare refrattario alla terapia medica o ancora in caso di criptorchidismo non altrimenti trattabile tramite orchidopessi.
Nel passato l'orchiectomia bilaterale (castrazione chirurgica) era indicata nel trattamento del carcinoma prostatico, in quanto consentiva di azzerare la secrezione di testosterone nel paziente. Oggi in questi casi si hanno a disposizione i farmaci antiandrogeni o le gonadoreline.

## Tipi d'intervento
A seconda della via d'accesso utilizzata per eseguire l'orchiectomia, ci sono fondamentalmente due tecniche chirurgiche diverse per accedere allo scroto del paziente: l'orchiectomia inguinale e l'orchiectomia scrotale. La scelta fra le due tecniche dipende dalla patologia sottostante.

### Orchiectomia inguinale
È di scelta in caso di tumore maligno, perché permette di non recidere i vasi linfatici con il rischio di modificare il cammino di eventuali metastasi. In questo modo inoltre il funicolo spermatico può essere asportato fino all'anello inguinale interno e si può posizionare all'interno del sacco scrotale un'eventuale protesi. A seconda dello stadio del tumore, in alcuni casi all'orchiectomia deve essere associata la linfoadenectomia lombo-aortica, cioè l'asportazione dei linfonodi che si trovano in prossimità dell'aorta addominale.

### Orchiectomia scrotale
Viene detta anche orchiectomia semplice e si esegue nel caso di patologie benigne: atrofie testicolari, traumi con necrosi e rottura dell'albuginea, torsione del testicolo, orchiepididimite con ascesso.

### Complicanze
La complicanza più frequente dopo orchiectomia è l'edema dello scroto, che si riassorbe completamente entro qualche settimana. Il riassorbimento è favorito dall'utilizzo di un sospensorio.
Complicanze meno comuni sono: emorragie dal funicolo spermatico e infezioni con possibilità di ascessi.